# Baznykivka
Baznykivka (ucraniano: Базникі́вка) es un pueblo de Ucrania, perteneciente al municipio rural de Saranchuký, en el raión de Ternópil de la óblast de Ternópil.
En 2001, el pueblo tenía una población de 116 habitantes.
Se ubica unos 2 km al este de la capital municipal Saranchuký.

## Historia
Antes de la formación del actual municipio de Saranchuký en 2017, el pueblo era la única pedanía del consejo rural de Saranchuký, en el raión de Berezhany.